# US Forbach
Union Sportive de Forbach Football (phát âm tiếng Pháp: [juːnjən spɔrtɪv də fɔʁbak]; thường được gọi là  US Forbach hoặc đơn giản là Forbach) là một câu lạc bộ Pháp bóng đá có trụ sở tại Forbach trong khu vực Lorraine. Câu lạc bộ được thành lập vào năm 1909 dưới tên Sport Club Forbach và là một phần của câu lạc bộ thể thao bao gồm một số môn thể thao khác. Câu lạc bộ chơi dưới biểu tượng SCF cho đến năm 1919 trước khi chuyển sang tên hiện tại. Forbach kỷ niệm 100 năm thành lập vào năm 2009. Mặc dù hiện tại là một câu lạc bộ nghiệp dư, nhưng câu lạc bộ đã có một thời gian là một câu lạc bộ chuyên nghiệp từ năm 1957-1966, chơi ở Ligue 2.

## Lịch sử
Câu lạc bộ thể thao Forbach được thành lập vào ngày 25 tháng 8 năm 1909 thông qua việc sáp nhập ba câu lạc bộ; FC Phönix, FC Triumph và FC Hansa. Vào ngày 23 tháng 4 năm 1919, nó đổi tên thành Union Sportive de Forbach Football.
Năm 1957, câu lạc bộ trở nên chuyên nghiệp dưới thời giám đốc thể thao Jean Gauche. Trong mùa giải đầu tiên của họ ở Ligue 2, họ đã thắng sáu trận đầu tiên, và cuối cùng họ đã bỏ lỡ cơ hội thăng hạng tới Ligue 1. Vào năm 1960, câu lạc bộ đã có mùa giải tốt nhất của họ ở Coupe de France, lọt vào vòng chung kết 1/8, trước khi bị AS Monaco đánh bại trong hiệp phụ. Năm 1967, với chất lượng cầu thủ ngày càng thu hẹp, câu lạc bộ buộc phải từ bỏ địa vị chuyên nghiệp và trở lại với bóng đá nghiệp dư.
Từ năm 1968, câu lạc bộ đã chơi thứ bóng đá của họ chủ yếu giữa cấp thấp hơn của cuộc thi nghiệp dư quốc gia (hiện là National 3) và Giải bóng bầu dục Lorraine. Gần đây nhất, câu lạc bộ đã được thăng hạng lên CFA 2 vào năm 2010, xuống hạng năm 2014, thăng hạng trở lại vào năm 2015 và xuống hạng một lần nữa vào năm 2017.